# 振華路站
振華路站，位于中华人民共和国山东省青岛市李沧区振华路与重庆中路交叉口西北侧地下，是青岛地铁3号线的地铁车站。

## 沿革
- 2009年11月30日，青岛地铁一期工程正式奠基，地铁车站土建开始。
- 2015年12月16日随3号线通车试运营后开放[1]。

## 车站结构
地铁3号线经过此站时近似东西走向，沿振华路伸展。
车站为地下二层岛式站台车站，车站总长196.3 m、宽36.5 m、埋深14.1 m，站厅层宽16.85 m、长78.5 m、面积1 322.73 m²，站台层宽9.45 m、有效长120 m、面积1 134 m²。
车站主体采用明挖法施工，设4个出入口、2组风亭、1个消防出入口，分别位于振华路两侧。
| 地面 |                    | B-D出入口                        |  |  |
| B1层 | 站厅               | 客服中心、自动售票机、进出站闸机 |  |  |
| B2层 |                    | 3号线 往青岛站（君峰路）         |  |  |
|      | 岛式站台，左侧开门 |                                  |  |  |
|      |                    | 3号线 往青岛北站（永平路）       |  |  |

### 出入口
- ：振华路（北）
- ：振华路（北）、重庆中路（西）
- ：振华路（南）、重庆中路（西）
  - 图例： 设有

## 车站周边
振華路站位于振华路街道东部。向南350米濒临李村河。西邻振华苑小区。附近机构有青岛第三十一中学、振华路小学，永清路街道办事处、李沧区妇幼保健院，水上公园，青岛市李沧区骨伤医院、李沧区第二医院，海博家居，华中蔬菜批发市场。

## 换乘
振華路站除自身轨道交通性质外，还可实现与市内公交车和出租车的近距离换乘：
- 分布于周边的公交车站，包括以下路线的停靠站点：10、112、128、130、207、213、233、306、313、326、365、374、605、608路等。